# Liste des accidents ferroviaires en France dans les années 2000
La liste des accidents ferroviaires en France dans les années 2000, est une liste non exhaustive, chronologique.

## 2000
- 8 mars 2000 - Yonne : Trois agents sont tués par un TGV alors qu'ils effectuaient des travaux de maintenance sur la voie près de Pasilly. La confusion totale dans le libellé des zones à protéger a entraîné un rappel à l'ordre dans la définition alphanumérique de ces mêmes zones et de leurs commutateurs de protection afin d'éviter un péril pour les circulations.
- 4 juin 2000 - À 2 h 01, après Chasse-sur-Rhône, au PK 531,180 de la ligne Marseille-Paris, le train-autos de nuit Vintimille–Calais (Flandres-Riviera) heurte à 138 km/h des coupons de rail déposés sur la voie par un déséquilibré. La BB 26084 en tête du convoi, et la voiture corail qui la suit, se couchent, et engage le gabari sur les voies adjacentes, mais l'agent du poste d'aiguillage voisin ferme immédiatement tous les signaux, empêchant ainsi un suraccident. Dans la machine, une personne accompagnant le conducteur est tuée. Dans le train, treize voyageurs sont légèrement blessés, et un passager belge succombe peu après à une crise cardiaque. La BB 26084, jugée irréparable, sera radiée un an plus tard[1].
- 30 août 2000 - Paris. Déraillement d'une rame de métro à Notre-Dame-de-Lorette. Vingt-quatre blessés légers.

## 2001
- 31 octobre 2001 - Saubusse (Landes) : à la suite de ruptures multiples d'un rail[2], un TGV assurant la liaison Paris-Hendaye déraille une quinzaine de kilomètres après son départ de la gare de Dax, dans la commune de Saubusse. L'accident fait six blessés légers et de nombreux dégâts matériels, dix voitures quittent la voie et seule la motrice arrière inoccupée du TGV se couche[3].

## 2002
- 6 novembre 2002 - Nancy (Meurthe-et-Moselle) : incendie dans une voiture du train de nuit Paris - Munich. Douze morts. Le feu est causé par l'embrasement des vêtements d'un employé de la Deutsche Bahn posés sur une plaque chauffante restée allumée par mégarde. Cet employé dort et ne voit pas le feu se développer. Le feu n'est remarqué que lors du passage (sans arrêt) du train à Nancy, où des employés de la SNCF coupent le courant. Réveillé en sursaut, l'employé de DB a alors fui la voiture en feu en verrouillant derrière lui, ce qui aggrave le bilan[4].

## 2003
- 27 janvier 2003 - Saint-Dalmas-de-Tende (Alpes-Maritimes) : sur la ligne de Tende, à voie unique, une collision frontale dans le tunnel de la Biogna entre un train régional italien roulant à 72 km/h et un TER français roulant à 22 km/h fait deux morts : le conducteur et le chef de train italien en plus d'une soixantaine de blessés dont quatre graves, dans le train italien. L'accident est imputable à une fausse manœuvre au niveau du poste d'aiguillage français. La faible vitesse du train français est due à la pente défavorable et au fait que le mécanicien ait pu anticiper l'accident de quelques secondes et couper la traction[5].

## 2004
- 8 juin 2004 - Busigny (Nord) : la locomotive (BB16001) et huit des neuf voitures composant l'Intercités 12321 Paris-Maubeuge déraillent[réf. nécessaire]. Les voitures se couchent sur le côté mais sont retenues par les supports caténaires. L'accident ne fait aucun blessé à l'exception du conducteur qui en sort choqué et avec un léger traumatisme crânien. Le Corail était passé à 160 km/h, sa vitesse de marche normale, sur V1 alors qu'un chantier supposant le retrait d'un coupon de rail était en cours, il avait été signalé par erreur sur V2. La responsabilité du conducteur n'a pas été engagée mais les  cheminots travaillant sur le chantier ont été condamnés. La BB16001 gravement endommagée a été radiée le 13 décembre 2004.

## 2005
- Le 9 juin 2005 - Saint-Laurent-Blangy (Pas-de-Calais) : vers 17 h, l'élément Z 23574, en tête d'un TER interrégional Lille-Flandres - Rouen Rive-Droite, couplée à la Z 26503/504 Picardie, circule à 100 km/h. Malgré le déclenchement du freinage d'urgence, il percute à environ 40 km/h un camion tombé en panne sur un passage à niveau situé dans la zone industrielle de Saint-Laurent-Blangy, près d'Arras (Pas-de-Calais)12 et transportant 944 bouteilles de gaz propane et butane. La collision, puis les explosions des bouteilles de gaz qui s'ensuivirent ont incendié la première voiture de l'élément Z 23574, et fortement endommagé la seconde, sans faire toutefois de victimes, les cent-cinquante voyageurs présents étant tous rapidement évacués du train. Cet élément, qui n'avait parcouru que 682 993 kilomètres, a été radié le 31 mai 2007.
- 27 mai 2005 - Francardo (Haute-Corse) : collision frontale à petite vitesse entre deux rames X 97050 du TER Corse fait quatorze blessés. Au PK 53,200, le TER en provenance de Bastia et à destination de Corte percute un autre TER en provenance  d'Ajaccio[6]. Le rapport d'enquête établira qu'une erreur humaine est à l'origine de cette collision, liée à un échange de dépêche défectueux[7].

## 2006
- 25 février 2006 - Saint-Flour (Cantal) : la locomotive et trois voitures du train Paris - Béziers déraillent sur la ligne Béziers - Neussargues, faisant deux blessés légers. L'enquête[8] a mis en évidence une rupture de rail et une politique de maintenance inadaptée.
- 8 août 2006 - Feignies (Nord) : à la suite de l'assoupissement du chauffeur, un poids-lourd allemand transportant une citerne de béton, s'écrase dans un train de fret à vive allure au passage à niveau (ligne d'Hautmont à Feignies) situé sur la RN49, non loin de la frontière belge, vers 2 h du matin. Un mort des suites de ses blessures : le chauffeur, une maison éventrée, et des dizaines de wagons éparpillés aux alentours des voies.[réf. nécessaire]
- 11 octobre 2006 - Zoufftgen (Moselle) : collision frontale, à la frontière luxembourgeoise, coté français à Zoufftgen entre un train de marchandises et un train de voyageurs sur la ligne Thionville-Luxembourg, six morts et un blessé grave.

## 2007
- 5 avril 2007 - Paris : un train de banlieue en provenance de Château-Thierry percute un heurtoir à faible allure en gare de Paris-Est, faisant 58 blessés légers. La cause première est un freinage tardif[9].
- 21 novembre 2007 - Barchetta (Haute-Corse) : une collision frontale à petite vitesse entre deux rames X 97050 du TER Corse fait vingt-quatre blessés légers. L'enquête[10] mettra en évidence un défaut de communication ayant entraîné l'envoi d'un train sur une section déjà occupée.
- 26 novembre 2007 - Saint-Médard-sur-Ille (Ille-et-Vilaine) : un TER Bretagne assurant la liaison entre Saint-Malo et Rennes percute un poids-lourd au passage à niveau de Saint-Médard-sur-Ille, faisant quarante blessés[11]. Un accident similaire au même endroit en octobre 2011 fera trois morts et une quarantaine de blessés.
- 19 décembre 2007 - Tossiat (Ain) : à 15 km de Bourg-en-Bresse, un TGV assurant la liaison entre Paris et Genève percute un poids-lourd au passage à niveau de La Vavrette, faisant un mort (le chauffeur du poids-lourd) et trente-cinq blessés légers. Un convoi exceptionnel de travaux publics, qui reliait le Puy-de-Dôme à l’Isère, avait quitté la route nationale sur laquelle il était autorisé à circuler par arrêté préfectoral, pour effectuer une livraison qui n’était pas prévue. Le camion s’est ainsi retrouvé par erreur sur le passage à niveau. Son chargement s’est trouvé bloqué par le premier portique. Le chauffeur est alors descendu de sa cabine pour abaisser son chargement en actionnant des vérins, mais les barrières du passage à niveau se sont abaissées, et le train est arrivé avant qu'il n'ait le temps de terminer l'opération[12].

## 2008
- 25 janvier 2008 - Neufchâteau (Vosges) : trois gendarmes âgés de 26, 25 et 21 ans sont fauchés par un train de fret, à un passage à niveau. Ils tentaient d'appréhender un délinquant en fuite qui avait forcé les barrières et qui était bloqué[13]. Tous les quatre sont décédés sur le coup ou après leur transfert à l'hôpital.
- 2 juin 2008 - Mésinges (Haute-Savoie) : collision entre un TER (reliant Évian-les-Bains à Annemasse) et un autocar de collégiens au passage à niveau de Mésinges, commune d'Allinges, faisant sept morts et trente-un blessés[14].

## 2009
- 10 janvier 2009 - Pont-de-Veyle (Ain) : à la suite d'un court-circuit, la motrice arrière d'un TGV assurant la liaison Nantes-Bourg-Saint-Maurice prend feu à la sortie de la ligne à grande vitesse, aucun blessé parmi les 550 voyageurs qui se rendaient aux sports d'hiver[15].

- 20 mai 2009 - Charmant (Charente) : à la veille des grands départs des congés de l'Ascension, lors d'un croisement dans le tunnel de Livernant, à Charmant, sur la ligne Paris - Bordeaux, un engin agricole forestier mal arrimé sur un train de l'opérateur privé ECR heurte violemment et éventre la locomotive d'un train de fret croiseur de l'opérateur public historique. Le mécanicien de la locomotive percutée est blessé au poignet. Le trafic, tant voyageur que fret, est très fortement perturbé pendant les journées suivantes, le temps de dégager le matériel accidenté et de remettre les installations fixes en état[16].
- 3 juillet 2009 - Boisseuil (Haute-Vienne) : un Téoz, assurant la liaison entre la gare de Paris-Austerlitz et Cahors est heurté à quinze kilomètres au sud de Limoges, par une remorque agricole et son chargement de foin qui a accidentellement dévalé une pente sur près de cinq cents mètres. La remorque percute le train entre la locomotive et la première voiture, les faisant dérailler ainsi que la seconde voiture. L'une d'elles est éventrée par l'essieu de la remorque. Treize personnes sont blessées dont trois sérieusement[17].
- 18 septembre 2009 - entre Rognac et Berre-l'Étang (Bouches-du-Rhône) : un TER circulant sur la ligne Marseille-Lyon déraille vers 17 h 30 entre Rognac et Berre-l'Étang à cause des fortes pluies ayant provoqué une coulée de boue[18],[19]. Le conducteur arrive à arrêter la circulation du sens opposé qui menaçait de percuter le convoi déraillé engageant l'autre voie de circulation (800 m de rails détruits). Six personnes sont légèrement blessées, ainsi que le conducteur. Le trafic normal est rétabli quatre jours plus tard.[réf. nécessaire]
- 20 décembre 2009 - Choisy-le-Roi (Val-de-Marne) : un train Transilien déraille sur la ligne C du RER à hauteur de Choisy-le-Roi endommageant sérieusement trois cents mètres de voies et caténaires, après avoir percuté un parpaing de béton tombé d'un pont lui-même percuté par un automobiliste. L'accident fait trente-six blessés dont deux sont hospitalisés.